# Campionati europei di ciclismo su pista 2025 - Inseguimento individuale maschile
La gara dell'inseguimento individuale maschile ai Campionati europei di ciclismo su pista 2025 si svolse il 14 febbraio 2025 presso il Omnisport Heusden-Zolder di Heusden-Zolder, in Belgio.

## Risultati

### Qualificazioni
I primi due avanzano alla finale dell'oro, il terzo e il quarto avanzano alla finale per il bronzo.
| Pos | Atleta               | Nazione     | Tempo    | Diff.   | Note |
| --- | -------------------- | ----------- | -------- | ------- | ---- |
| 1   | Josh Charlton        | Regno Unito | 3:59.997 |         | QG   |
| 2   | Ivo Oliveira         | Portogallo  | 4:04.475 | +4.478  | QG   |
| 3   | Michael Gill         | Regno Unito | 4:06.915 | +6.918  | QB   |
| 4   | Renato Favero        | Italia      | 4:08.862 | +8.865  | QB   |
| 5   | Lasse Norman Leth    | Danimarca   | 4:09.800 | +9.803  |      |
| 6   | Etienne Grimod       | Italia      | 4:09.838 | +9.841  |      |
| 7   | Robin Juel Skivild   | Danimarca   | 4:09.840 | +9.843  |      |
| 8   | Bruno Keßler         | Germania    | 4:11.144 | +11.147 |      |
| 9   | Noah Vandenbranden   | Belgio      | 4:12.230 | +12.233 |      |
| 10  | Erwan Besnier        | Francia     | 4:13.458 | +13.461 |      |
| 11  | Thibaut Bernard      | Belgio      | 4:16.236 | +16.239 |      |
| 12  | Adam Woźniak         | Polonia     | 4:17.299 | +17.302 |      |
| 13  | Erik Martorell       | Spagna      | 4:17.380 | +17.383 |      |
| 14  | Noah Bögli           | Svizzera    | 4:17.415 | +17.418 |      |
| 15  | Kacper Majewski      | Polonia     | 4:17.498 | +17.501 |      |
| 16  | Camille Charret      | Francia     | 4:17.950 | +17.953 |      |
| 17  | Luca Bühlmann        | Svizzera    | 4:19.437 | +19.440 |      |
| 18  | Leon Arenz           | Germania    | 4:20.919 | +20.922 |      |
| 19  | Joan Martí Bennassar | Spagna      | 4:22.470 | +22.473 |      |
| 20  | Vitālijs Korņilovs   | Lettonia    | 4:31.427 | +31.430 |      |

### Finale
| Pos                  | Atleta        | Nazione     | Tempo    | Diff   | Note |
| -------------------- | ------------- | ----------- | -------- | ------ | ---- |
| Finale per l'oro     |               |             |          |        |      |
| 1                    | Josh Charlton | Regno Unito | 4:02.882 |        |      |
| 2                    | Ivo Oliveira  | Portogallo  | 4:03.631 | +0.749 |      |
| Finale per il bronzo |               |             |          |        |      |
| 3                    | Michael Gill  | Regno Unito | 4:09.859 |        |      |
| 4                    | Renato Favero | Italia      | 4:12.169 | +2.310 |      |